# Martha Friedemann

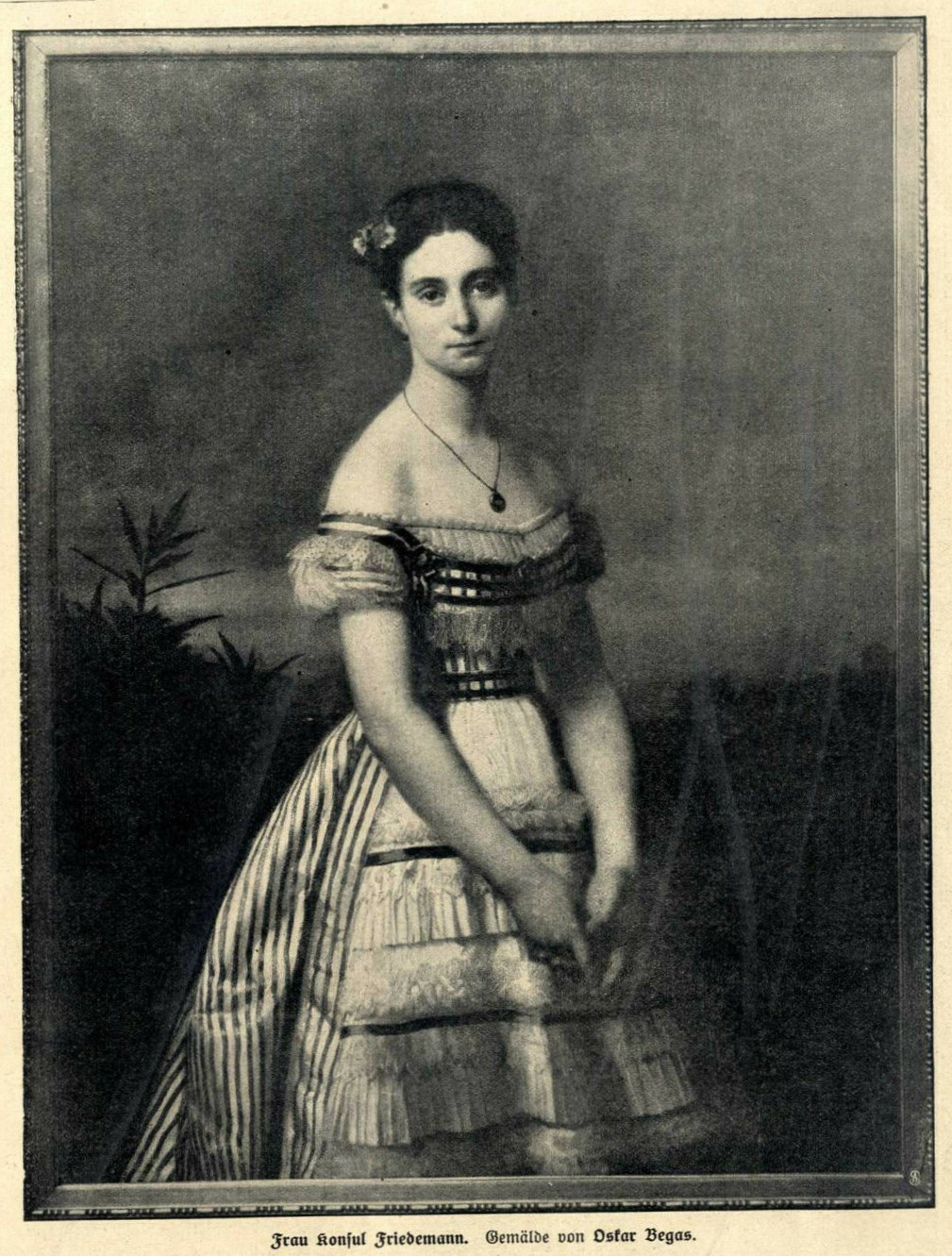
Frau Konsul Friedemann, Gemälde von Oskar Begas, um 1875

Martha Albertine Friedemann (* 18. April 1847 in Berlin; † 1. Dezember 1911 in Berlin) war eine deutsche Schriftstellerin.

## Leben und Wirken

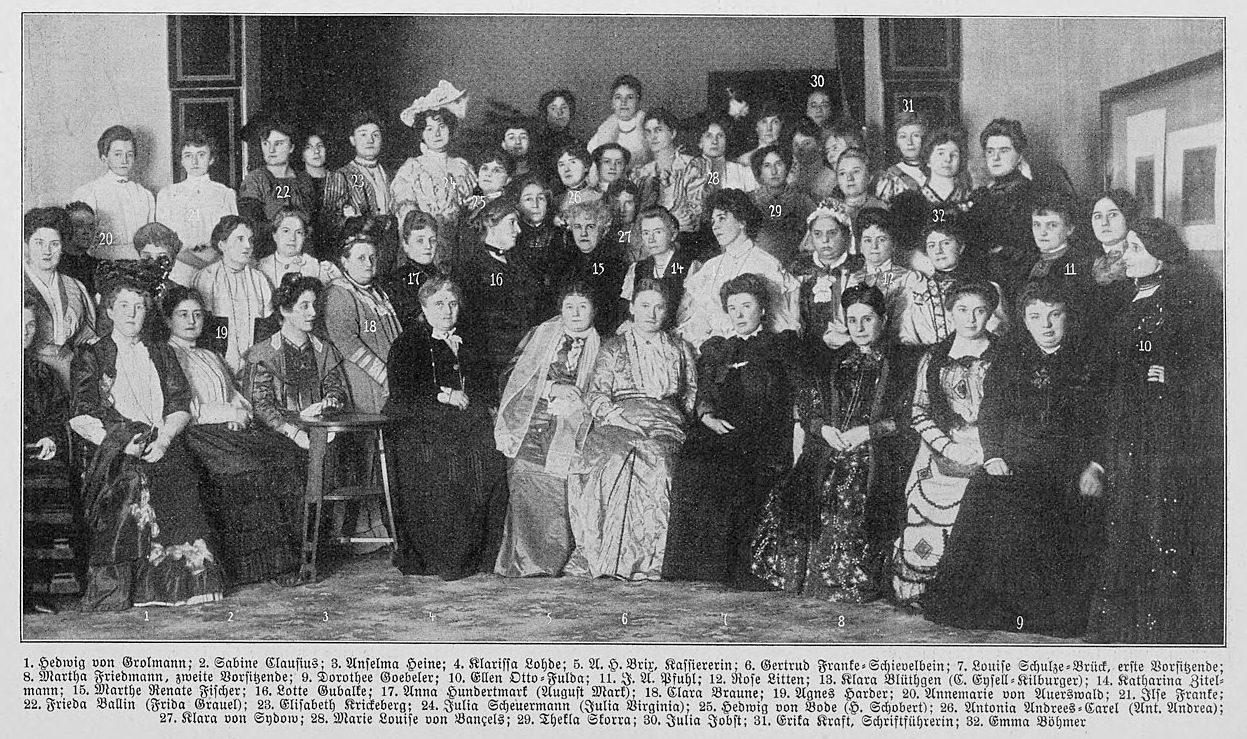
Deutscher Schriftstellerinnenbund, 1906, mit Martha Friedemann

Martha war die einzige Tochter des jüdischen Ehepaars Konsul Moritz Friedheim und Pauline, geborene Pollack. Sie besuchte eine höhere Töchterschule.
1870 heiratete sie den Konsul Julius Friedemann, und bekam zwei Söhne.
Sie war die 2. Vorsitzende des Deutschen Schriftstellerinnenbundes und des Sternschen Singkreises in ihren letzten Lebensjahren.

## Literarisches Werk
Martha Friedemann veröffentlichte Novellen und Gedichte in Zeitschriften. Sie schrieb die Libretti für die Opern
- Ingo von Philipp Rüfer, nach einem Text von Gustav Freytag, uraufgeführt an der Königlichen Oper Berlin 1896
- Des Königs Bild von Karl Mengewein, uraufgeführt 1910 in Kurparktheater Liebenstein.[3]

Gedichte
- Ständchen, in Deutsche Dichtung, 16, 1894, S. 12
- Im Leid, in Deutsche Dichtung, 19, 1896, S. 68 Digitalisat
- Gedichte, Reuß & Pollack, Berlin 1911[4]

Erzählungen
- Der Schuldige und andere Erzählungen, Berlin 1913 (Verfasserschaft etwas unsicher)

## Ehe und Nachkommen
Martha war mit Julius Friedemann verheiratet, der zeitweise Konsul in Venezuela und danach Handelsrichter war. Sie hatten zwei Söhne
- Adolf Friedemann (* 1871), Rechtsanwalt, heiratete 1919 die Ärztin Therese Hirsch (1880–nach 1949), Tochter des  Arztes Marcus Hirsch (1838–1893) und Enkelin von Rabbi Samson Raphael Hirsch, sie emigrierten 1938 nach Palästina[5]
- Walter Friedemann (1872–1947), Dr. Chemiker, später auch Schriftsteller, lebte in Mosbach, konvertierte zum katholischen Glauben, emigrierte mit seiner Frau Betty, geborene Seligmann (1877–1947) nach Paris um 1936,  rettete sie dort aus der Internierung in Drancy[6]